# ФК Слога Милатовац
ФК Слога је фудбалски клуб из Милатовца, Општина Баточина. Тренутно се такмичи у општинској лиги Рача−Баточина, седмом такмичарском нивоу српског фудбала. 

## Историја
Фудбалски клуб Слога је основан 1948. године. Највеће успехе клуб је постигао у периоду од 1974. до 1992. године. У том периоду је Слога од општинске лиге стигла до Шумадијске лиге.
Последњих година клуб се такмичи у Међуопштинској лиги Рача-Кнић-Баточина. У сезони 2010/11, клуб је завршио на првом месту, али се није пласирао у Шумадијску окружну лигу, јер је клуб оптужен да меч између Слоге и Младости из Црног Кала уопште није одигран, већ је само састављен записник утакмице. Уместо Слоге у виши ранг се пласирала Слога из Забојнице која се и жалила Фудбалском савезу Шумадијског округа. У сезони 2011/12 Слога је заузела треће место и ако је првенство кренула са 6 бода мање. Наредне сезоне Слога је поново била трећа. И у сезони 2013/14 клуб је поново завршио у горњем делу табеле заузевши 5. место. У сезони 2018/19, Слога је коначно освојила 1. место без пораза и пласирала се у Шумадијску окружну лигу.
Сезона у Шумадијској лиги је прекинута након 12 кола због пандемије Корона вируса. У тренутку прекида, Слога је делила прво место заједно са екипом Трнаве. Због боље гол-разлике Слога се пласирала у Подунавско-шумадијску зону, четврти такмичарски ниво српског фудбала и тиме остварила историјски успех.

## Новији резултати
| Сезона   | Ранг | Лига                                  | Позиција | ИГ  | Д  | Н | П  | ГД | ГП  | ГР  | Бод |
| -------- | ---- | ------------------------------------- | -------- | --- | -- | - | -- | -- | --- | --- | --- |
| 2009/10. | 6    | Међуопштинска лига Рача-Кнић-Баточина | 4.       | 26  | 13 | 4 | 9  | 55 | 41  | +14 | 43  |
| 2010/11. | 6    | Међуопштинска лига Рача-Кнић-Баточина | 1.       | 22  | 13 | 4 | 5  | 51 | 19  | +32 | 431 |
| 2011/12. | 6    | Међуопштинска лига Рача-Кнић-Баточина | 3.       | 24  | 15 | 8 | 1  | 57 | 14  | +43 | 472 |
| 2012/13. | 6    | Међуопштинска лига Рача-Кнић-Баточина | 3.       | 26  | 13 | 3 | 10 | 50 | 33  | +17 | 42  |
| 2013/14. | 6    | Међуопштинска лига Рача-Кнић-Баточина | 5.       | 26  | 15 | 1 | 10 | 47 | 36  | +11 | 443 |
| 2014/15. | 6    | Међуопштинска лига Рача-Кнић-Баточина | 2.       | 26  | 14 | 8 | 4  | 53 | 27  | +26 | 50  |
| 2015/16. | 6    | Међуопштинска лига Рача-Кнић-Баточина | 9.       | 26  | 10 | 3 | 13 | 67 | 64  | +3  | 33  |
| 2016/17. | 6    | Међуопштинска лига Рача-Кнић-Баточина | 9.       | 26  | 10 | 3 | 13 | 53 | 58  | -5  | 324 |
| 2017/18. | 6    | Међуопштинска лига Рача-Кнић-Баточина | 2.       | 22  | 16 | 5 | 1  | 57 | 15  | +42 | 53  |
| 2018/19. | 6    | Међуопштинска лига Рача-Кнић-Баточина | 1.       | 22  | 19 | 3 | 0  | 85 | 10  | +75 | 60  |
| 2019/20. | 5    | Шумадијска окружна лига               | 1.       | 165 | 12 | 1 | 3  | 38 | 12  | +26 | 37  |
| 2020/21. | 4    | Подунавско-шумадијска зона            | 17.      | 34  | 4  | 5 | 25 | 38 | 121 | -83 | 17  |
| 2021/22. | 5    | Шумадијска окружна лига               | 4.       | 28  | 15 | 0 | 13 | 55 | 49  | +6  | 45  |
| 2022/23. | 5    | Шумадијска окружна лига               | 15.      | 30  | 7  | 9 | 14 | 55 | 71  | -16 | 216 |
| 2023/24. | 7    | Општинска лига Рача−Баточина          | 2.       | 11  | 7  | 2 | 2  | 38 | 20  | +18 | 23  |
| 2024/25. | 7    | Општинска лига Рача−Баточина          | -        | -   | -  | - | -  | -  | -   | -   | -   |

- 1  Иако је завршила на првом месту, Слога се није пласирала у виши ранг због намештене утакмице.
- 2  Клубу је одузето 6 бода због прошлогодишњег намештања утакмице
- 3  Клубу су одузета 2 бода
- 4  Клубу је одузето 1 бод
- 5  Сезона прекинута након 16 кола због пандемије Корона вируса
- 6  Клубу су одузета 9 бода